# IDreamBooks
iDreamBooks.com ist eine Website zum Auffinden von Büchern, die ebenfalls als Review-Aggregator für Buchrezensionen konzipiert ist. Sie wurde im Juli 2012 von Rahul Simha, Vish Chapalamadugu und Mohit Aggarwal in San Francisco gegründet. Die Website ist inspiriert von der Filmkritik-Aggregator-Website Rotten Tomatoes, deren Mitbegründer Patrick Lee ein früher Investor in das Joint Venture war.
Ähnlich wie das System von Rotten Tomatoes vergibt iDreamBooks.com an jeden Titel zwei Prozentwerte: Der eine basiert auf professionellen Bewertungen von renommierten Publikationen (darunter The New Yorker, The Guardian, The Wall Street Journal, The New York Review of Books, The Independent, The Millions, The Sydney Morning Herald usw.) sowie von Autoren, die von der Website überprüft wurden und Bewertungen abgeben dürfen; der andere Wert wird aus Verbraucherbewertungen ermittelt. Bisher werden von der Webseite lediglich Neuerscheinungen sechs großer Verlage (Hachette, HarperCollins, Macmillan, Penguin, Random House und Simon & Schuster) berücksichtigt, sie soll aber in Zukunft darüber hinaus sowohl kleinere Verlage als auch Klassiker umfassen. Die Umsätze werden aus bezahlten Partnerschaften generiert, von denen die erste eine mit Sony Reader Store war. Die Seite lizenziert auch ihre bereitgestellten Daten und plant in Zukunft Marketingverträge für einzelne Autoren oder Buchgruppen anzubieten.